# Libanonská hymna
Libanonská hymna je píseň Kulluna lil-Watan lil-Ula lil-Alam (česky Všichni z nás, pro naši zemi!). Text hymny napsal Rashid Nakhle jako výherce celostátní soutěži o národní hymnu. Hudbu složil Wadih Sabra.

## Text
| \| كلنـا للوطـن للعـلى للعـلم ملء عين الزّمن سـيفنا والقـلم سهلنا والجبـل منبت للرجـال قولنا والعمـل في سبيل الكمال كلنا للوطن للعلى للعلم شيخنـا والفتـى عنـد صـوت الوطن أسـد غـاب متى سـاورتنا الفــتن شــرقنـا قلبـه أبــداً لبـنان صانه ربه لمدى الأزمان كلنا للوطن للعلى للعلم بحـره بــرّه درّة الشرقين رِفـدُه بــرّهُ مالئ القطبين إسمـه عـزّه منذ كان الجدود مجــدُهُ أرزُهُ رمزُهُ للخلود كلّنا للوطن للعلى للعلم \| | Kullunā lil-waṭan, lil-‘ula lil-‘alam Mil’u ‘ayn az-zaman, saifuna wal-qalam Sahlunā wal-jabal, manbitun lir-rijāl Qawlunā wal-‘amal fī sabil-el-kamal Kullunā lil-waṭan, lil-‘ulā lil-‘alam, Šayḫunā wal-fatā, ‘inda ṣawṭ-il-waṭan Usdu ġhaben mata, sawaratn-al-fitan Šarqunā qalbuhu, ’abadan Lubnān Șānahu rabbuhu, li-madā-l-azmān Kullunā lil-waṭan, lil-‘ula lil-‘alam, Baḥruhu barruhu, durratush-sharqayn Rifduhu birruhu, mali’u l-qutbayn ’Ismuhu ‘izzuhu, munzu kana-l-judud Majduhu ’arzuhu, ramzuhu lil-ḫulūd Kullunā lil-waṭan, lil‘ula lil-‘alam | Vše pro zemi, pro slávu, pro vlajku Od počátku století, naše tužky a meče Naše pole a hory vytvářejí člověka Naše právo a práce jsou na cestě k dokonalosti Vše pro národ, pro slávu vlajce Mladí i staří jsou hlasy naší země Jako lvi z lesa v době zhanobení Náš východ je srdce Libanonu Ať bůh chrání ji navždy Vše pro národ, pro slávu vlajce Tyto moře, tyto země jsou perlou dvou orientu Tyto symboly, tato láska vyplňuje dva póly Toto jméno je triumf od dob našich předků Tato sláva této cedry, je symbolem na konci epoch Vše pro národ, pro slávu vlajce |
| كلنـا للوطـن للعـلى للعـلم ملء عين الزّمن سـيفنا والقـلم سهلنا والجبـل منبت للرجـال قولنا والعمـل في سبيل الكمال كلنا للوطن للعلى للعلم شيخنـا والفتـى عنـد صـوت الوطن أسـد غـاب متى سـاورتنا الفــتن شــرقنـا قلبـه أبــداً لبـنان صانه ربه لمدى الأزمان كلنا للوطن للعلى للعلم بحـره بــرّه درّة الشرقين رِفـدُه بــرّهُ مالئ القطبين إسمـه عـزّه منذ كان الجدود مجــدُهُ أرزُهُ رمزُهُ للخلود كلّنا للوطن للعلى للعلم       | | |